# Oulimata Sarr
Oulimata Sarr, née le 6 janvier 1970 à Dakar, est une femme politique sénégalaise.
Elle a été pendant plus de trois ans directrice régionale du bureau d'ONU Femmes à Dakar, entité mandatée par l'ONU pour l'égalité des sexes et l'autonomisation des femmes, agissant en Afrique de l'Ouest et Afrique Centrale.
De septembre 2022 à octobre 2023, elle a été ministre de l’Économie, du Plan et de la Coopération.

## Biographie
Elle naît et grandit au Sénégal, puis prolonge ses études au Canada, à l'École des Hautes études Commerciales de Montréal (HEC Montréal). Diplômée en 1992, elle termine ses études supérieures à l'Université du Bedforshire en Grande-Bretagne, par une maîtrise en administration des affaires en 2002. Elle commence sa carrière chez Ernst & Young en audit, au Sénégal, puis passe dix ans à la Société financière Internationale, une institution membre du Groupe de la Banque Mondiale, avant de rejoindre les Nations unies. Elle y devient notamment conseillère régionale sur  l'Autonomisation économique des femmes pour ONU Femmes, couvrant l'Ouest et en Afrique Centrale,, puis Directrice régionale adjointe d’ONU Femmes, toujours en Afrique de l’Ouest et Afrique centrale,, avant de rejoindre le Gouvernement du Sénégal en septembre 2022.
De 1993 à 2005, elle sert comme Directrice Administrative et Financière de la compagnie aérienne Interair South Africa basée à Johannesburg en Afrique du Sud.
Elle a été Présidente du Jury Cartier women's Initiative Awards pour l'Afrique subsaharienne et siégé au Advisory Board de UnitLife,.
Du 17 septembre 2022 au 11 octobre 2023, elle a occupé le poste de Ministre de l’Économie, du Plan et de la Coopération, au sein du Gouvernement Ba. C'est la première fois au Sénégal qu'une femme occupait ce poste ministériel.

## Engagement
En tant que Directrice Régionale d’ONU Femmes et dans le cadre de la promotion du programme HeForShe elle signe le 8 mars 2019, avec Antoine Sire, Directeur de l’Engagement d’entreprise de BNP Paribas, un partenariat pour l’autonomisation économique des femmes agricultrices au Sénégal. Le groupe bancaire a subventionné à hauteur de 1 milliard de FCFA sur une durée de 3 ans les projets PAF et AgriFed.

## Vie personnelle
Oulimata Sarr est la sœur d'Abdourahmane Sarr.